# 덴마크 왕립 공군

덴마크 왕립 공군(Royal Danish Air Force, 덴마크어: Flyvevåbnet, RDAF)은 덴마크 왕국의 공중전 부대이자 덴마크군의 4개 계열 중 하나이다. 처음에는 육군과 해군의 일부였으나 1950년에 별도의 군으로 편성되었다. 주요 목적은 덴마크 영공의 집행관 역할을 하고 전장에서 덴마크 집단군에 항공 지원을 제공하는 것이다.

## 같이 보기
- 북대서양 조약 기구
- 덴마크 왕립 해군
- 덴마크 방위군